# Vuélveme loca
Vuélveme loca fue un programa magacín producido por Mandarina y emitido en Telecinco.  Vuélveme Loca se emitió en la sobremesa de los sábados y domingos y analizaba la actualidad, la vida de los famosos y se comentaba de los distintos realitys de la cadena.

## Historia
El programa Vuélveme Loca se estrenó el 12 de diciembre de 2009 de 13:00 hasta las 15:00. Sin embargo, desde el 25 de junio de 2011, sufrió cambios y fue emitido en las sobremesas del fin de semana después de los informativos y compartiendo tarde con el programa de María Teresa Campos, ¡Qué tiempo tan feliz!. El programa de Mandarina, a pesar de incorporar cambios en el formato, acumuló unas discretas audiencias en el fin de semana, con una media aproximada de 1,2 millones de espectadores y el 9,0% de share. Tras más de dos años en emisión, la cadena decidió cancelar este espacio. El 25 de enero de 2012 se confirmó la noticia de su cancelación, y se anunció que el programa despediría su emisión en la tarde del domingo 29 de enero del mismo año.

## Versiones
Existieron otras dos versiones del programa principal:
- Vuélveme loca esta noche: Fue un programa vespertino que se emitía en el access prime time de los miércoles de Telecinco, en competencia directa con El hormiguero de Antena 3. Fue estrenado el 29 de septiembre de 2010 con un formato más polémico que la versión original y su última emisión tuvo lugar el 1 de febrero de 2012.[3]
- Vuélveme loca, por favor: Fue un programa diario que combinaba lo más destacado de la edición del fin de semana con los contenidos que marcaron la actualidad diaria y repasaba los mejores momentos de otros espacios de la cadena. Se emitía de lunes a viernes a las 15:00 horas en La Siete, el canal temático de Mediaset España. Se estrenó el 1 de febrero de 2010 y su última emisión tuvo lugar el 3 de febrero de 2012.[3]

## Equipo técnico
- Producción: Mandarina
- Dirección: Sandra Fernández, Idoia Bilbao

### Presentadores
| Titulares: - (2009-2011) Celia Montalbán - (2009-2011) Patricia Pérez - (2011-2012) Tania Llasera - (2012) Jaime Bores |

### Sustituciones
| - (2011) Beatriz Trapote - (2012) Tamara Gorro |

### Colaboradores
- (2012)  Isabel Rábago
- (2012)  Makoke
- (2012)  Tamara Gorro
- (2012)  Jaime Peñafiel
- (2012)  Irma Soriano
- (2012)  Luis García Temprano
- (2012)  Antonio Montero
- (2012)  Sandra Aladro

### Reporteros
- (2009-2011)  Luis García Temprano
- (2009-2012)  David López del Moral
- (2009-2012)  Mar Torres
- (2009-2012)  Luis Vegas
- (2009-2012)  Nacho Durán
- (2009-2012)  Pablo de Miguel
- (2010-2012)  Ares Teixidó
- (2010-2011)  Torito

## Audiencias
| Temporada | Temporada | Episodios | Estreno                 | Final                | Audiencia media | Audiencia media | Audiencia media |
| Temporada | Temporada | Episodios | Estreno                 | Final                | Espectadores    | Cuota           |                 |
| --------- | --------- | --------- | ----------------------- | -------------------- | --------------- | --------------- | --------------- |
|           | 1         | 73        | 12 de diciembre de 2009 | 29 de agosto de 2010 | 859 000         | 10,5%           |                 |
|           | 2         | 102       | 4 de septiembre de 2010 | 28 de agosto de 2011 | 930 000         | 10,9%           |                 |
|           | 3         | 45        | 3 de septiembre de 2011 | 29 de enero de 2012  | 1 118 000       | 8,4%            |                 |
| Total     | Total     | 220       | 2009                    | 2012                 | 969 000         | 9,9%            |                 |

## Primera temporada (2009-2010)
| Programas emitidos | Programas emitidos | Programas emitidos      | Programas emitidos | Programas emitidos |
| N.º (programa)     | N.º (temp.)        | Fecha                   | Audiencia          |                    |
| ------------------ | ------------------ | ----------------------- | ------------------ | ------------------ |
| 1                  | 1                  | 12 de diciembre de 2009 | 714 000 (9,9%)     |                    |
| 2                  | 2                  | 19 de diciembre de 2009 | 750 000 (9,2%)     |                    |
| 3                  | 3                  | 26 de diciembre de 2009 | 831 000 (10,4%)    |                    |
| 4                  | 4                  | 2 de enero de 2010      | 698 000 (8,7%)     |                    |
| 5                  | 5                  | 3 de enero de 2010      | 898 000 (10,1%)    |                    |
| 6                  | 6                  | 9 de enero de 2010      | 829 000 (9,5%)     |                    |
| 7                  | 7                  | 10 de enero de 2010     | 957 000 (9,5%)     |                    |
| 8                  | 8                  | 16 de enero de 2010     | 877 000 (10,9%)    |                    |
| 9                  | 9                  | 17 de enero de 2010     | 1 128 000 (12,6%)  |                    |
| 10                 | 10                 | 23 de enero de 2010     | 967 000 (11,1%)    |                    |
| 11                 | 11                 | 24 de enero de 2010     | 1 089 000 (11,7%)  |                    |
| 12                 | 12                 | 30 de enero de 2010     | 991 000 (12,0%)    |                    |
| 13                 | 13                 | 31 de enero de 2010     | 1 157 000 (12,7%)  |                    |
| 14                 | 14                 | 6 de febrero de 2010    | 1 096 000 (13,8%)  |                    |
| 15                 | 15                 | 7 de febrero de 2010    | 1 264 000 (14,9%)  |                    |
| 16                 | 16                 | 13 de febrero de 2010   | 1 170 000 (13,1%)  |                    |
| 17                 | 17                 | 14 de febrero de 2010   | 1 053 000 (11,4%)  |                    |
| 18                 | 18                 | 20 de febrero de 2010   | 1 040 000 (12,8%)  |                    |
| 19                 | 19                 | 21 de febrero de 2010   | 1 207 000 (11,7%)  |                    |
| 20                 | 20                 | 27 de febrero de 2010   | 1 016 000 (11,4%)  |                    |
| 21                 | 21                 | 28 de febrero de 2010   | 1 072 000 (12,0%)  |                    |
| 22                 | 22                 | 6 de marzo de 2010      | 1 046 000 (12,2%)  |                    |
| 23                 | 23                 | 7 de marzo de 2010      | 1 081 000 (10,7%)  |                    |
| 24                 | 24                 | 13 de marzo de 2010     | 1 059 000 (11,9%)  |                    |
| 25                 | 25                 | 14 de marzo de 2010     | 666 000 (5,8%)     |                    |
| 26                 | 26                 | 20 de marzo de 2010     | 982 000 (12,5%)    |                    |
| 27                 | 27                 | 21 de marzo de 2010     | 1 125 000 (12,3%)  |                    |
| 28                 | 28                 | 27 de marzo de 2010     | 661 000 (8,5%)     |                    |
| 29                 | 29                 | 28 de marzo de 2010     | 676 000 (8,6%)     |                    |
| 30                 | 30                 | 3 de abril de 2010      | 656 000 (9,6%)     |                    |
| 31                 | 31                 | 4 de abril de 2010      | 652 000 (9,5%)     |                    |
| 32                 | 32                 | 10 de abril de 2010     | 734 000 (10,2%)    |                    |
| 33                 | 33                 | 11 de abril de 2010     | 777 000 (10,2%)    |                    |
| 34                 | 34                 | 17 de abril de 2010     | 833 000 (9,9%)     |                    |
| 35                 | 35                 | 18 de abril de 2010     | 929 000 (9,6%)     |                    |
| 36                 | 36                 | 24 de abril de 2010     | 794 000 (10,9%)    |                    |
| 37                 | 37                 | 25 de abril de 2010     | 886 000 (11,2%)    |                    |
| 38                 | 38                 | 1 de mayo de 2010       | 927 000 (12,1%)    |                    |
| 39                 | 39                 | 2 de mayo de 2010       | 888 000 (11,2%)    |                    |
| 40                 | 40                 | 8 de mayo de 2010       | 847 000 (10,1%)    |                    |
| 41                 | 41                 | 9 de mayo de 2010       | 851 000 (8,1%)     |                    |
| 42                 | 42                 | 15 de mayo de 2010      | 885 000 (11,0%)    |                    |
| 43                 | 43                 | 16 de mayo de 2010      | 654 000 (7,5%)     |                    |
| 44                 | 44                 | 22 de mayo de 2010      | 1 024 000 (13,7%)  |                    |
| 45                 | 45                 | 23 de mayo de 2010      | 775 000 (9,3%)     |                    |
| 46                 | 46                 | 29 de mayo de 2010      | 770 000 (9,5%)     |                    |
| 47                 | 47                 | 30 de mayo de 2010      | 672 000 (7,2%)     |                    |
| 48                 | 48                 | 5 de junio de 2010      | 869 000 (11,0%)    |                    |
| 49                 | 49                 | 6 de junio de 2010      | 840 000 (9,3%)     |                    |
| 50                 | 50                 | 12 de junio de 2010     | 944 000 (11,5%)    |                    |
| 51                 | 51                 | 13 de junio de 2010     | 913 000 (10,5%)    |                    |
| 52                 | 52                 | 19 de junio de 2010     | 861 000 (11,1%)    |                    |
| 53                 | 53                 | 20 de junio de 2010     | 924 000 (11,0%)    |                    |
| 54                 | 54                 | 26 de junio de 2010     | 791 000 (10,0%)    |                    |
| 55                 | 55                 | 27 de junio de 2010     | 691 000 (7,7%)     |                    |
| 56                 | 56                 | 3 de julio de 2010      | 830 000 (11,1%)    |                    |
| 57                 | 57                 | 4 de julio de 2010      | 899 000 (10,6%)    |                    |
| 58                 | 58                 | 10 de julio de 2010     | 737 000 (9,4%)     |                    |
| 59                 | 59                 | 11 de julio de 2010     | 707 000 (7,8%)     |                    |
| 60                 | 60                 | 17 de julio de 2010     | 793 000 (11,1%)    |                    |
| 61                 | 61                 | 18 de julio de 2010     | 812 000 (10,1%)    |                    |
| 62                 | 62                 | 24 de julio de 2010     | 735 000 (9,6%)     |                    |
| 63                 | 63                 | 25 de julio de 2010     | 632 000 (7,8%)     |                    |
| 64                 | 64                 | 31 de julio de 2010     | 631 000 (8,6%)     |                    |
| 65                 | 65                 | 1 de agosto de 2010     | 624 000 (7,4%)     |                    |
| 66                 | 66                 | 7 de agosto de 2010     | 724 000 (11,2%)    |                    |
| 67                 | 67                 | 8 de agosto de 2010     | 730 000 (10,6%)    |                    |
| 68                 | 68                 | 14 de agosto de 2010    | 717 000 (11,0%)    |                    |
| 69                 | 69                 | 15 de agosto de 2010    | 711 000 (9,9%)     |                    |
| 70                 | 70                 | 21 de agosto de 2010    | 742 000 (11,2%)    |                    |
| 71                 | 71                 | 22 de agosto de 2010    | 761 000 (11,1%)    |                    |
| 72                 | 72                 | 28 de agosto de 2010    | 728 000 (9,1%)     |                    |
| 73                 | 73                 | 29 de agosto de 2010    | 680 000 (8,3%)     |                    |

## Segunda temporada (2010-2011)
| Programas emitidos | Programas emitidos | Programas emitidos       | Programas emitidos | Programas emitidos |
| N.º (programa)     | N.º (temp.)        | Fecha                    | Audiencia          |                    |
| ------------------ | ------------------ | ------------------------ | ------------------ | ------------------ |
| 1                  | 1                  | 4 de septiembre de 2010  | 822 000 (11,0%)    |                    |
| 2                  | 2                  | 5 de septiembre de 2010  | 748 000 (8,9%)     |                    |
| 3                  | 3                  | 11 de septiembre de 2010 | 777 000 (10,2%)    |                    |
| 4                  | 4                  | 12 de septiembre de 2010 | 718 000 (7,7%)     |                    |
| 5                  | 5                  | 18 de septiembre de 2010 | 870 000 (11,2%)    |                    |
| 6                  | 6                  | 19 de septiembre de 2010 | 873 000 (9,8%)     |                    |
| 7                  | 7                  | 25 de septiembre de 2010 | 783 000 (9,8%)     |                    |
| 8                  | 8                  | 26 de septiembre de 2010 | 649 000 (6,6%)     |                    |
| 9                  | 9                  | 2 de octubre de 2010     | 877 000 (11,2%)    |                    |
| 10                 | 10                 | 3 de octubre de 2010     | 1 129 000 (12,3%)  |                    |
| 11                 | 11                 | 9 de octubre de 2010     | 1 014 000 (11,7%)  |                    |
| 12                 | 12                 | 10 de octubre de 2010    | 1 129 000 (12,3%)  |                    |
| 13                 | 13                 | 16 de octubre de 2010    | 966 000 (12,7%)    |                    |
| 14                 | 14                 | 17 de octubre de 2010    | 1 080 000 (12,5%)  |                    |
| 15                 | 15                 | 23 de octubre de 2010    | 858 000 (11,1%)    |                    |
| 16                 | 16                 | 24 de octubre de 2010    | 865 000 (9,5%)     |                    |
| 17                 | 17                 | 30 de octubre de 2010    | 946 000 (11,7%)    |                    |
| 18                 | 18                 | 31 de octubre de 2010    | 1 048 000 (11,2%)  |                    |
| 19                 | 19                 | 6 de noviembre de 2010   | 979 000 (11,6%)    |                    |
| 20                 | 20                 | 7 de noviembre de 2010   | 1 026 000 (10,4%)  |                    |
| 21                 | 21                 | 13 de noviembre de 2010  | 716 000 (8,2%)     |                    |
| 22                 | 22                 | 14 de noviembre de 2010  | 775 000 (6,6%)     |                    |
| 23                 | 23                 | 20 de noviembre de 2010  | 1 020 000 (11,8%)  |                    |
| 24                 | 24                 | 21 de noviembre de 2010  | 1 123 000 (11,9%)  |                    |
| 25                 | 25                 | 27 de noviembre de 2010  | 1 014 000 (12,0%)  |                    |
| 26                 | 26                 | 28 de noviembre de 2010  | 951 000 (10,7%)    |                    |
| 27                 | 27                 | 4 de diciembre de 2010   | 746 000 (9,2%)     |                    |
| 28                 | 28                 | 5 de diciembre de 2010   | 1 038 000 (11,6%)  |                    |
| 29                 | 29                 | 11 de diciembre de 2010  | 903 000 (11,7%)    |                    |
| 30                 | 30                 | 12 de diciembre de 2010  | 995 000 (11,8%)    |                    |
| 31                 | 31                 | 18 de diciembre de 2010  | 986 000 (11,4%)    |                    |
| 32                 | 32                 | 19 de diciembre de 2010  | 949 000 (10,5%)    |                    |
| 33                 | 33                 | 25 de diciembre de 2010  | 671 000 (9,2%)     |                    |
| 34                 | 34                 | 26 de diciembre de 2010  | 942 000 (11,9%)    |                    |
| 35                 | 35                 | 1 de enero de 2011       | 716 000 (8,1%)     |                    |
| 36                 | 36                 | 2 de enero de 2011       | 937 000 (11,3%)    |                    |
| 37                 | 37                 | 8 de enero de 2011       | 967 000 (12,0%)    |                    |
| 38                 | 38                 | 9 de enero de 2011       | 1 042 000 (11,0%)  |                    |
| 39                 | 39                 | 15 de enero de 2011      | 973 000 (12,7%)    |                    |
| 40                 | 40                 | 16 de enero de 2011      | 888 000 (10,8%)    |                    |
| 41                 | 41                 | 22 de enero de 2011      | 915 000 (11,2%)    |                    |
| 42                 | 42                 | 23 de enero de 2011      | 1 135 000 (11,8%)  |                    |
| 43                 | 43                 | 29 de enero de 2011      | 948 000 (11,0%)    |                    |
| 44                 | 44                 | 30 de enero de 2011      | 916 000 (10,0%)    |                    |
| 45                 | 45                 | 5 de febrero de 2011     | 876 000 (11,8%)    |                    |
| 46                 | 46                 | 6 de febrero de 2011     | 831 000 (10,8%)    |                    |
| 47                 | 47                 | 12 de febrero de 2011    | 1 085 000 (14,4%)  |                    |
| 48                 | 48                 | 13 de febrero de 2011    | 1 312 000 (14,4%)  |                    |
| 49                 | 49                 | 19 de febrero de 2011    | 1 000 000 (12,2%)  |                    |
| 50                 | 50                 | 20 de febrero de 2011    | 1 067 000 (12,2%)  |                    |
| 51                 | 51                 | 26 de febrero de 2011    | 849 000 (11,7%)    |                    |
| 52                 | 52                 | 27 de febrero de 2011    | 993 000 (11,7%)    |                    |
| 53                 | 53                 | 5 de marzo de 2011       | 923 000 (11,3%)    |                    |
| 54                 | 54                 | 6 de marzo de 2011       | 951 000 (11,9%)    |                    |
| 55                 | 55                 | 12 de marzo de 2011      | 1 089 000 (11,6%)  |                    |
| 56                 | 56                 | 13 de marzo de 2011      | 1 040 000 (11,1%)  |                    |
| 57                 | 57                 | 19 de marzo de 2011      | 739 000 (10,6%)    |                    |
| 58                 | 58                 | 20 de marzo de 2011      | 972 000 (12,4%)    |                    |
| 59                 | 59                 | 26 de marzo de 2011      | 947 000 (11,6%)    |                    |
| 60                 | 60                 | 27 de marzo de 2011      | 1 026 000 (11,4%)  |                    |
| 61                 | 61                 | 2 de abril de 2011       | 944 000 (12,3%)    |                    |
| 62                 | 62                 | 3 de abril de 2011       | 870 000 (9,0%)     |                    |
| 63                 | 63                 | 9 de abril de 2011       | 881 000 (11,9%)    |                    |
| 64                 | 64                 | 10 de abril de 2011      | 907 000 (11,2%)    |                    |
| 65                 | 65                 | 16 de abril de 2011      | 913 000 (11,5%)    |                    |
| 66                 | 66                 | 17 de abril de 2011      | 849 000 (10,3%)    |                    |
| 67                 | 67                 | 23 de abril de 2011      | 785 000 (11,1%)    |                    |
| 68                 | 68                 | 24 de abril de 2011      | 785 000 (10,4%)    |                    |
| 69                 | 69                 | 30 de abril de 2011      | 955 000 (11,9%)    |                    |
| 70                 | 70                 | 1 de mayo de 2011        | 766 000 (9,1%)     |                    |
| 71                 | 71                 | 7 de mayo de 2011        | 834 000 (9,2%)     |                    |
| 72                 | 72                 | 8 de mayo de 2011        | 673 000 (7,3%)     |                    |
| 73                 | 73                 | 14 de mayo de 2011       | 1 012 000 (12,6%)  |                    |
| 74                 | 74                 | 15 de mayo de 2011       | 905 000 (10,6%)    |                    |
| 75                 | 75                 | 21 de mayo de 2011       | 827 000 (9,7%)     |                    |
| 76                 | 76                 | 22 de mayo de 2011       | 762 000 (8,2%)     |                    |
| 77                 | 77                 | 28 de mayo de 2011       | 775 000 (9,3%)     |                    |
| 78                 | 78                 | 29 de mayo de 2011       | 835 000 (8,9%)     |                    |
| 79                 | 79                 | 4 de junio de 2011       | 1 005 000 (12,7%)  |                    |
| 80                 | 80                 | 5 de junio de 2011       | 964 000 (11,3%)    |                    |
| 81                 | 81                 | 11 de junio de 2011      | 996 000 (12,7%)    |                    |
| 82                 | 82                 | 12 de junio de 2011      | 1 011 000 (11,9%)  |                    |
| 83                 | 83                 | 18 de junio de 2011      | 1 048 000 (13,6%)  |                    |
| 84                 | 84                 | 19 de junio de 2011      | 1 029 000 (12,2%)  |                    |
| 85                 | 85                 | 25 de junio de 2011      | 1 214 000 (10,5%)  |                    |
| 86                 | 86                 | 26 de junio de 2011      | 1 093 000 (9,2%)   |                    |
| 87                 | 87                 | 2 de julio de 2011       | 1 211 000 (10,4%)  |                    |
| 88                 | 88                 | 9 de julio de 2011       | 1 025 000 (8,8%)   |                    |
| 89                 | 89                 | 16 de julio de 2011      | 975 000 (8,7%)     |                    |
| 90                 | 90                 | 17 de julio de 2011      | 940 000 (8,1%)     |                    |
| 91                 | 91                 | 23 de julio de 2010      | 927 000 (8,4%)     |                    |
| 92                 | 92                 | 24 de julio de 2011      | 1 000 000 (9,1%)   |                    |
| 93                 | 93                 | 30 de julio de 2010      | 1 093 000 (10,3%)  |                    |
| 94                 | 94                 | 31 de julio de 2011      | 1 042 000 (9,3%)   |                    |
| 95                 | 95                 | 6 de agosto de 2011      | 1 050 000 (10,5%)  |                    |
| 96                 | 96                 | 7 de agosto de 2011      | 1 080 000 (10,9%)  |                    |
| 97                 | 97                 | 13 de agosto de 2011     | 1 035 000 (11,2%)  |                    |
| 98                 | 98                 | 14 de agosto de 2011     | 1 015 000 (11,2%)  |                    |
| 99                 | 99                 | 20 de agosto de 2011     | 1 044 000 (10,2%)  |                    |
| 100                | 100                | 21 de agosto de 2011     | 1 059 000 (10,3%)  |                    |
| 101                | 101                | 27 de agosto de 2011     | 1 093 000 (10,3%)  |                    |
| 102                | 102                | 28 de agosto de 2011     | 1 101 000 (10,0%)  |                    |

## Tercera temporada (2011-2012)
| Programas emitidos | Programas emitidos | Programas emitidos       | Programas emitidos | Programas emitidos |
| N.º (programa)     | N.º (temp.)        | Fecha                    | Audiencia          |                    |
| ------------------ | ------------------ | ------------------------ | ------------------ | ------------------ |
| 1                  | 1                  | 3 de septiembre de 2011  | 1 073 000 (9,1%)   |                    |
| 2                  | 2                  | 4 de septiembre de 2011  | 989 000 (8,2%)     |                    |
| 3                  | 3                  | 10 de septiembre de 2011 | 1 153 000 (9,8%)   |                    |
| 4                  | 4                  | 11 de septiembre de 2011 | 888 000 (7,0%)     |                    |
| 5                  | 5                  | 17 de septiembre de 2011 | 1 201 000 (10,1%)  |                    |
| 6                  | 6                  | 18 de septiembre de 2011 | 1 137 000 (8,6%)   |                    |
| 7                  | 7                  | 24 de septiembre de 2011 | 1 011 000 (7,7%)   |                    |
| 8                  | 8                  | 25 de septiembre de 2011 | 961 000 (7,5%)     |                    |
| 9                  | 9                  | 1 de octubre de 2011     | 1 074 000 (8,8%)   |                    |
| 10                 | 10                 | 2 de octubre de 2011     | 1 159 000 (8,9%)   |                    |
| 11                 | 11                 | 8 de octubre de 2011     | 1 155 000 (9,1%)   |                    |
| 12                 | 12                 | 9 de octubre de 2011     | 1 123 000 (8,6%)   |                    |
| 13                 | 13                 | 15 de octubre de 2011    | 1 029 000 (8,2%)   |                    |
| 14                 | 14                 | 16 de octubre de 2011    | 1 269 000 (9,6%)   |                    |
| 15                 | 15                 | 22 de octubre de 2011    | 964 000 (7,3%)     |                    |
| 16                 | 16                 | 23 de octubre de 2011    | 1 304 000 (9,3%)   |                    |
| 17                 | 17                 | 29 de octubre de 2011    | 1 153 000 (9,0%)   |                    |
| 18                 | 18                 | 30 de octubre de 2011    | 1 168 000 (9,6%)   |                    |
| 19                 | 19                 | 5 de noviembre de 2011   | 1 346 000 (9,3%)   |                    |
| 20                 | 20                 | 6 de noviembre de 2011   | 1 362 000 (9,1%)   |                    |
| 21                 | 21                 | 12 de noviembre de 2011  | 1 172 000 (9,1%)   |                    |
| 22                 | 22                 | 13 de noviembre de 2011  | 1 187 000 (8,3%)   |                    |
| 23                 | 23                 | 19 de noviembre de 2011  | 1 294 000 (9,3%)   |                    |
| 24                 | 24                 | 20 de noviembre de 2011  | 1 174 000 (8,1%)   |                    |
| 25                 | 25                 | 26 de noviembre de 2011  | 1 012 000 (7,8%)   |                    |
| 26                 | 26                 | 27 de noviembre de 2011  | 1 087 000 (7,5%)   |                    |
| 27                 | 27                 | 3 de diciembre de 2011   | 1 143 000 (8,1%)   |                    |
| 28                 | 28                 | 4 de diciembre de 2011   | 1 081 000 (7,4%)   |                    |
| 29                 | 29                 | 10 de diciembre de 2011  | 1 184 000 (8,8%)   |                    |
| 30                 | 30                 | 11 de diciembre de 2011  | 1 239 000 (8,4%)   |                    |
| 31                 | 31                 | 17 de diciembre de 2011  | 1 205 000 (8,9%)   |                    |
| 32                 | 32                 | 18 de diciembre de 2011  | 1 270 000 (9,0%)   |                    |
| 33                 | 33                 | 24 de diciembre de 2011  | 1 116 000 (8,3%)   |                    |
| 34                 | 34                 | 25 de diciembre de 2011  | 847 000 (8,0%)     |                    |
| 35                 | 35                 | 31 de diciembre de 2011  | 1 260 000 (9,0%)   |                    |
| 36                 | 36                 | 1 de enero de 2012       | 1 025 000 (8,2%)   |                    |
| 37                 | 37                 | 7 de enero de 2012       | 1 371 000 (10,5%)  |                    |
| 38                 | 38                 | 8 de enero de 2012       | 1 048 000 (7,2%)   |                    |
| 39                 | 39                 | 14 de enero de 2012      | 1 421 000 (10,2%)  |                    |
| 40                 | 40                 | 15 de enero de 2012      | 1 235 000 (7,9%)   |                    |
| 41                 | 41                 | 21 de enero de 2012      | 1 137 000 (8,6%)   |                    |
| 42                 | 43                 | 22 de enero de 2012      | 1 109 000 (7,8%)   |                    |
| 44                 | 44                 | 28 de enero de 2012      | 1 165 000 (8,3%)   |                    |
| 45                 | 45                 | 29 de enero de 2012      | 1 033 000 (7,0%)   |                    |